# UR-77 “陨石” 排雷车
UR-77 "陨石"（羅馬化：Meteorite）是一种苏联扫雷车，它是基于2S1 Gvozdika榴弹炮底盘的变体。

## 描述
该车辆配备了一个发射器和两个排雷线形装药。发射时，装药会产生冲击波，摧毁或破坏线形装药覆盖区域的所有炮弹或地雷（宽度为 6 米，长度可达 90 米）。
该车辆也被用于进攻，在叙利亚和乌克兰的城市战斗中，俄军用它来摧毁街道  。

## 使用国
- 俄羅斯
- 叙利亚
- 乌克兰 - 至2023年2月21日,至少16辆缴获自侵乌俄军[8]。

## 类似系统
- Giant Viper（英语：Giant Viper）
- M1150 突击破障车
- Python Minefield Breaching System（英语：Python Minefield Breaching System）